# Iryna Kuleša
Iryna Michajlaŭna Kuleša (in bielorusso Ірына Міхайлаўна Кулеша?; Brėst, 26 giugno 1986) è una sollevatrice bielorussa.

## Palmarès
- Giochi olimpici

2012 - Londra: bronzo nella categoria fino a 75 kg (revocato per doping).
- Campionati mondiali di sollevamento pesi

2011 - Parigi: bronzo nella categoria fino a 75 kg (strappo).